# Najstarszy cmentarz żydowski w Kraśniku
Najstarszy cmentarz żydowski w Kraśniku – kirkut ma powierzchnię 0,16 ha. Mieści się przy ul. Podwalnej. Nie wiadomo kiedy dokładnie powstał, być może miało to miejsce w XVI wieku. W czasie II wojny światowej został zdewastowany przez nazistów. Po wojnie na jego terenie wzniesiono budynki mieszkalne.